# Maurice Ripke
Maurice Ripke est un acteur américain, né le 27 décembre 1966 à Bogota (Colombie).

## Filmographie
- 1999 : El Maya : Juan Carlos
- 1999 : Attack of the Bat Monsters : Antonio
- 1999 : Sweet Thing : le conservateur du musée
- 2000 : What I Like About You : un laveur de vaisselle
- 2001 : The Duo : un braqueur de banque
- 2001 : Tempting David : Harold
- 2004 : A Killer Within : le boyfriend
- 2005 : La Ley del silencio (série télé) : Sata
- 2006 : Mad Bad (vidéo) : Roland
- 2006 : Killing Down : Reef